# Rupert Croft-Cooke
Rupert Croft-Cooke (Edenbridge, Kent, 20 juin 1903 - Bornemouth, Dorset, 10 juin 1979) est un écrivain britannique, aussi connu pour ses romans policiers publiés sous le pseudonyme de Leo Bruce.

## Biographie
À l'âge de 17 ans, il quitte son Angleterre natale pour la France, puis pour Buenos Aires en Argentine.  Il y enseigne l'anglais et fonde le magazine hebdomadaire La Estrella.  Après ses études complétées à l'Université de Buenos Aires en 1926, il retourne en Angleterre et exerce divers métiers : libraire, journaliste, critique littéraire. Il rédige aussi quelques textes pour la radio et publie plusieurs recueils de poésie à partir de 1922. Il voyage aussi en Europe et, pendant un long séjour en Suisse, devient maître de conférence et assistant d'anglais à l'Institut Montana de Zugerberg près de Zurich.  De cette dernière expérience, il tirera la trame de son roman Cosmopolis, paru en 1932.  
Il amorce sa carrière de romancier dès 1930. Très prolifique, il écrit un ou deux romans par an, sauf pendant la guerre, jusqu'en 1975, sans compter des biographies et divers ouvrages sur la politique, les Gitans, le cirque, la gastronomie et l'œnologie.
Pendant la Seconde Guerre mondiale, il fait partie des Services secrets britanniques et est chargé de missions en Afrique et aux Indes. Démobilisé, il cherche un moyen de rendre compte de cette expérience.  Dès 1948, il entreprend donc la publication en plusieurs volumes de mémoires sous le titre The Sensual World. L'écrivain y parle moins de lui que du monde qui l'entoure, mêlant à ses observations des extraits de ses journaux de voyage, pour livrer une évocation sensible de l'Argentine des années 1920 et de la société européenne pendant le conflit mondial jusqu'aux années 1960.  
En 1952, Croft-Cooke est incarcéré pendant six mois pour actes homosexuels indécents, en dépit d'une enquête sujette à caution. Précisons que l'homosexualité est alors illégale en Angleterre, même entre adultes consentants.  De sa pénible expérience à la prison de Brixton, Croft-Cooke tire le pamphlet The Verdict of You All contre le système pénal britannique.  À sa libération, il quitte l'Angleterre et vit au Maroc pendant quinze ans, puis en Tunisie, à Chypre, en Allemagne et en Irlande.  Il revient en Angleterre en 1968, peu après que l'homosexualité a été retirée du Code criminel.
Rupert Croft-Cooke est surtout connu aujourd'hui sous son nom, et sous le pseudonyme de Leo Bruce, pour ses romans policiers.  Ceux publiés sous son vrai nom relèvent du roman noir et privilégient la description du milieu des petits truands, à l'exception de Les Sept Tonnerres, un récit de serial killer pendant la Deuxième Guerre mondiale, fondée sur le cas du sordide docteur Petiot. Ce roman a été porté à l'écran sous le titre Les Sept Tonnerres par Hugo Fregonese en 1957.  Toutefois, la notoriété de Croft-Cooke dans le genre policier lui vient surtout des titres signés Leo Bruce, dont les huit premiers ont pour héros le Sergent William Beef, inspecteur de province mal dégrossi et dépourvu de toute sensibilité.  Trois détectives, le premier roman de la série « Beef » offre une parodie du whodunit en opposant le héros de Leo Bruce à des caricatures de trois détectives célèbres : Lord Peter Wimsey (rebaptisé Lord Pimsoll), Hercule Poirot (Samson Noirot) et le Père Brown (Mgr Smith). Et surprise, Beef n'est pas le vainqueur de la confrontation !  
Après son emprisonnement, Croft-Cooke abandonne momentanément le roman policier.  Il y revient en 1955 et remplace l'officiel Sergent Beef par le détective amateur Carolus Deene.  Ce dernier, un professeur d'histoire au fictif Queen College de Newminster, apparaît dans une vingtaine de récits d'énigme de forme relativement classique, parfois mâtinés d'un soupçon de suspense, comme dans Le Tueur d'Albert Park.
Rupert Croft-Cooke décède dans le Dorset en 1979.

## Œuvre

### Romans

#### Signés Rupert Croft-Cooke
- Troubador (1930)
- Give Him the Earth (1931)
- Night Out (1932)
- Cosmopolis ou The White Montain (1932)
- Release the Lions (1933)
- Picaro (1934)
- Shoulder the Sky (1934)
- Blind Gunner (1935)
- Crusade (1936)
- Kingdom Come (1937)
- Same Way Home (1939)
- Glorious (1940)
- Octopus (1946)
- Ladies Gay (1946)
- Miss Alick (1947)
- Wilkie (1948)
- A Pharaoh With His Waggons (1948), recueils de nouvelles
- Another Sun, Another Home (1949)
- Brass Farthing (1950)
- A Football for the Brigadier (1950), recueil de nouvelles
- Three Names for Nicholas (1951)
- Nine Days with Edward (1952)
- Harvest Moon (1953)
- Fall of Man (1955)
- Seven Thunders (1956) Publié en français sous le titre Les Sept Tonnerres, Paris, France-Empire, 1958
- Barbary Night (1958)
- Thief (1961) Publié en français sous le titre Portrait d'une frappe, Paris, Gallimard, Série noire no 760, 1963
- Clash by Night (1962) Publié en français sous le titre La nuit flambe, Paris, Gallimard, Série noire no 795, 1963
- Paper Albatross (1965) Publié en français sous le titre Sac à malices, Paris, Gallimard, Série noire no 1044, 1966
- Three in a Cell (1968) Publié en français sous le titre Une cellule à trois, Paris, Gallimard, Série noire no 1290, 1969
- Wolf from the Door (1969)
- Exiles (1970)
- Whilst the Iron's Hot (1971)
- Under the Rose Garden (1971)
- Nasty Piece of Work (1973) Publié en français sous le titre Au charbon, les hommes !, Paris, Gallimard, Série noire no 1621, 1975
- Conduct Unbecoming (1975)

#### Série policièreSergent Beefsignée Leo Bruce
- Case for Three Detectives (1936) Publié en français sous le titre Trois détectives, Paris, Librairie des Champs-Élysées, coll. Le Masque no 261, 1938 ; réimpression au Masque 1984 ; réédition, Paris, Deux Coqs d'Or, coll. Mot de passe: policier no 44, 1997 Publié en français dans une autre traduction sous le titre Trois détectives, Paris, Eurédif, coll. Littérature policière, 1978
- Case without a Corpse (1937) Publié en français sous le titre Meurtre sans cadavre, Paris, Nicholson et Watson, coll. « La Tour de Londres » no 17, 1948
- Case with Four Clowns (1939)
- Case with No Conclusion (1939)
- Case with Ropes and Rings (1940)
- Case for Sergeant Beef (1947)
- Neck and Neck (1951)
- Cold Blood (1952) Publié en français sous le titre Sang-froid, Paris, Librairie des Champs-Élysées, coll. Le Masque no 1788, 1985
- Murder in Miniature (1992), recueil posthume de 28 nouvelles policières, dont dix avec le Sergent Beef

#### Série policièreProfesseur Deenesignée Leo Bruce
- At Death’s Door (1955)
- Dead for a Ducat (1956) Publié en français sous le titre Darryl est mort, Paris, Librairie des Champs-Élysées, coll. Le Masque no 620, 1958 ; réédition, Paris, Librairie des Champs-Élysées, coll. Club des Masques no 212, 1974
- Death of a Cold (1956)
- Dead Man’s Shoes (1958)
- A Louse for the Hangman (1958)
- Our Jubilee is Death (1959) Publié en français sous le titre La Conspiration du silence, Paris, Librairie des Champs-Élysées no 1498, coll. Le Masque, 1977
- Furious Old Women (1960)
- Jack on the Gallows Tree (1960)
- Die All, Die Merrily (1961)
- A Bone and a Hank of Hair (1961)
- Nothing Like Blood (1962)
- Such is Death (1963)
- Crack of Doom (1963)
- Death in Albert Park (1964) Publié en français sous le titre Le Tueur d'Albert Park, Paris, Librairie des Champs-Élysées, coll. Le Masque no 1658, 1981
- Death at Hallows End (1965)
- Death on the Black Sands (1966)
- Death of a Commuter (1967) Publié en français sous le titre L'Inconnu du train, Paris, Librairie des Champs-Élysées, coll. Le Masque no 1054, 1969 ; réédition, Paris, Librairie des Champs-Élysées, coll. Club des Masques no 278, 1976
- Death at St. Asprey’s School (1967)
- Death on Romney Marsh (1968)
- Death with Blue Ribbon (1969) Publié en français sous le titre La Mort en rubans bleus, Paris, Librairie des Champs-Élysées, coll. Le Masque no 1200, 1971 ; réédition, Paris, Librairie des Champs-Élysées, coll. Club des Masques no 349, 1978
- Death on Allhallowe’en (1970)
- Death by the Lake (1971)
- Death in the Middle Watch (1974)
- Death of a Bovver Boy (1974)

#### Autre roman policier signé Leo Bruce
- Release the Lions (1933)

### Nouvelles

#### Nouvelles signées Rupert Croft-Cooke
- On an Argentine Estancia (1927)
- Pharaoh with His Wagons (1938)
- On the Verandah (1951)
- In a Naughty World (1962)
- Bateman's (1962)
- Tangerine Night (1962)
- Grove Lodge (1962)

#### Nouvelles policières signées Leo Bruce
- Murder in Miniature (1950) Publié en français sous le titre Un nain a été assassiné, Paris, Fayard, Le Saint détective magazine no 28, juin 1957
- On the Spot (1951)
- I, Said the Sparrow (1951)

### Biographies
- Rudyard Kipling (1948)
- Buffalo Bill (1952), en collaboration avec W.S. Meadmore
- Smiling Damned Villain : the True Story of Paul Axel Lund (1959)
- Bosie: The Story of Lord Alfred Douglas, His Friends and Enemies (1963)
- St. George for England (1966)
- Feasting with Panthers: A New Consideration of Some Late Victorian Writers (1967)
- The Unrecorded Life of Oscar Wilde (1972)

### Mémoires de la sérieThe Sensual World
- The Moon in My Pocket: Life With the Romanies (1948)
- The Life for Me (1952)
- The Blood-Red Island (1953)
- The Verdict of You All (1955), pamphlet autobiographique sur la détention de Croft-Cooke à la prison de Brixton
- The Tangerine House (1956)
- The Quest of Quixote ou Through Spain with Don Quixote (1959)
- The Gardens of Camelot (1959)
- The Altar in the Loft (1960)
- The Drums of Morning (1961)
- The Glittering Pastures (1962)
- The Numbers Game (1963)
- The Last of Spring (1964)
- The Wintry Sea (1964)
- The Gorgeous East : One Man's India (1965)
- The Purple Streak (1966)
- The Wild Hills (1966)
- The Happy Highways (1967)
- The Ghost of June : a return to England and the West (1968)
- The Sound of Revelry (1971)
- The Dogs of Peace (1973)
- The Caves of Hercules (1974)
- The Long Way Home (1974)
- The Green, Green Grass (1977)

### Théâtre
- Banquo's Chair (1930) (Croft-Cooke écrira une nouvelle à partir de sa pièce)
  - adaptée au cinéma sous le titre The Fatal Witness (1945) par Lesley Selander et à la télévision sous le titre Le Fantôme de Blackheat (Banquo's Chair) par Alfred Hitchcock pour la série Alfred Hitchcock présente, saison 4, épisode 29, 3 mai 1959
- Tap Three Times (1931)
- Deliberate Accident (1934)

### Poésie
- Songs of Sussex Tramp (1922)
- Tonbridge School (1923)
- Song South of the Line (1925)
- Twenty Poems From the Spanish of Becquer (1927)
- Some Poems (1929)

### Autres ouvrages
- The Viking (1926)
- God in Ruins : a Passing Commentary (1936)
- The World is Young (1937)
- Darts (1938)
- The Man in Europe Street (1938)
- Rule Britannia (1938)
- How to Get More Out of Life (1938)
- Major Road Ahead (1939)
- The Circus Has No Home (1941)
- The Circus Book (1947)
- How to Enjoy Travel Abroad (1948)
- Cities (1951), en collaboration avec Noel Barber
- A Few Gypsies (1955), essais et fictions
- Sherry (1956)
- Port (1957)
- English Cooking, a new approach (1960)
- Tales of a Wicked Uncle (1963)
- Wines and Other Drinks (1966)
- Exotic Food (1969)
- Circus: A World History (1976), en collaboration avec Peter Cotes Publié en français sous le titre Histoire internationale du cirque, Paris, Albin Michel, 1977

## Sources
- Jacques Baudou et Jean-Jacques Schleret, Le Vrai Visage du Masque, vol. 1, Paris, Futuropolis, 1984, 476 p. (OCLC 311506692), p. 82-83.
- Anne Martinetti, "Le Masque" : histoire d'une collection, Amiens, Encrage, coll. « Références » (no 3), 1997, 143 p. (ISBN 978-2-906389-82-3).
- Claude Mesplède (dir.), Dictionnaire des littératures policières, vol. 1 : A - I, Nantes, Joseph K, coll. « Temps noir », 2007, 1054 p. (ISBN 978-2-910686-44-4, OCLC 315873251), p. 503-504.
- Claude Mesplède, Les années "Série noire" : bibliographie critique d'une collection policière, vol. 1 : 1945-1959, Amiens, Editions Encrage, coll. « Travaux » (no 13), 1992 (ISBN 978-2-906389-34-2).
- Claude Mesplède, Les années "Série noire" : bibliographie critique d'une collection policière, vol. 2 : 1959-1966, Amiens, Editions Encrage, coll. « Travaux » (no 17), 1993 (ISBN 978-2-906389-43-4).
- Claude Mesplède, Les années "Série noire" : bibliographie critique d'une collection policière, vol. 3 : 1966-1972, Amiens, Editions Encrage, coll. « Travaux / 22 », 1994, 4 p. (ISBN 978-2-906389-53-3).
- Claude Mesplède et Jean-Jacques Schleret, SN, voyage au bout de la Noire : inventaire de 732 auteurs et de leurs œuvres publiés en séries Noire et Blème : suivi d'une filmographie complète, Paris, Futuropolis, 1982, 476 p. (OCLC 11972030), p. 95-96.